# Cheumatopsyche chimaira
Cheumatopsyche chimaira är en nattsländeart som beskrevs av Malicky 1997. Cheumatopsyche chimaira ingår i släktet Cheumatopsyche och familjen ryssjenattsländor. Inga underarter finns listade i Catalogue of Life.